# Ruben Wagensberg Ramon
Ruben Wagensberg Ramon   (Barcelona, 10 de setembre de 1986) és un activista, professor, polític i productor musical català. És l'impulsor i el portaveu de la campanya «Casa nostra, casa vostra», que va culminar amb la manifestació «Volem acollir» celebrada el 18 de febrer de 2017 a Barcelona i que va aplegar 500.000 persones segons l'organització i 160.000 segons la Guàrdia Urbana.
És professor i fundador de la discogràfica The Indian Runners. L'any 2016 va dirigir la campanya «Allarga la vida» de l'Organització Catalana de Trasplantaments, per promoure la donació d'òrgans i teixits. A les eleccions al Parlament de Catalunya de 2017 fou elegit com a diputat amb la llista d'Esquerra Republicana de Catalunya-Catalunya Sí.

## Biografia
Va néixer el 1986 al barri de Sants de Barcelona, tot i créixer a l'Empordà. Els seus avis paterns eren jueus polonesos, que a principis dels anys 1930 van fugir de les persecucions de jueus a Polònia i es van instal·lar refugiats a Barcelona. Allà hi van muntar una reeixida fàbrica de maletes. Addicionalment, l'actriu Eulàlia Ramon és una tia seva.

### Activitat com a activista

#### Casa nostra, casa vostra
Ruben Wagensberg va guanyar notorietat quan, juntament amb Lara Costafreda, va impulsar l'organització Casa nostra, casa vostra i la campanya Volem Acollir després que tots dos participessin com a voluntaris als camps de refugiats de Grècia. La campanya, que va aplegar més d'un miler d'organitzacions i més de 3000 voluntaris, ha tingut un gran ressò nacional i internacional.
Entre el novembre de 2016 i el febrer de 2017 es van realitzar una multitud d'activitats arreu del territori per conscienciar sobre la situació de les persones refugiades. TV3 es va sumar a la campanya amb una programació especial que va incloure reportatges especials, l'emissió en directe del concert al Palau Sant Jordi i la manifestació de Barcelona així com l'emissió diària en horari de màxima audiència de la docusèrie Vides Aturades, produïda per la mateixa entitat. La comunitat educativa també va participar de la campanya amb accions a les escoles de Catalunya.
El FC Barcelona va mostrar el seu suport amb un mosaic i una pancarta gegant al Camp Nou Mosaic durant un partit de semifinals de la Copa del Rei contra l'Atlètic de Madrid dies abans de la manifestació Volem Acollir.

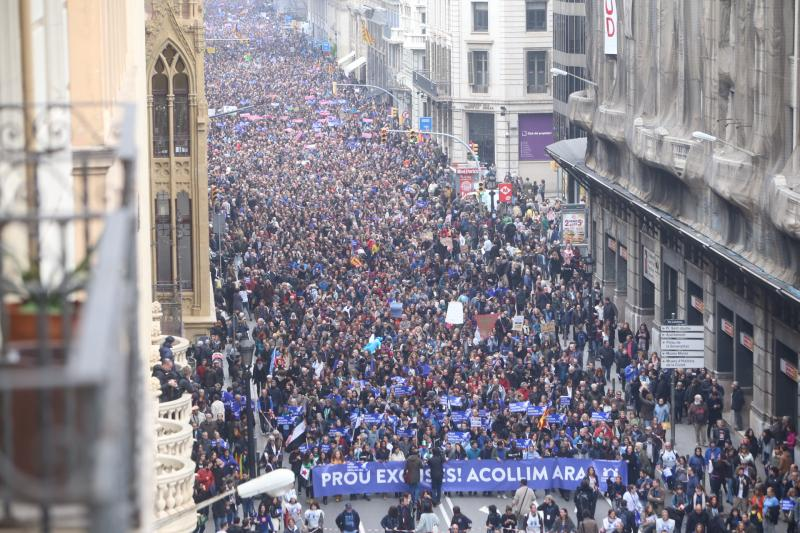
Mig milió (segons els organitzadors) de persones van sortir als carrers de Barcelona.

«Casa nostra, casa vostra» va ser la promotora de la manifestació «Volem acollir», celebrada el 18 de febrer de 2017 a Barcelona. Segons la Guàrdia Urbana va aplegar 160.000 persones i segons els organitzadors unes 500.000. L'objectiu de la manifestació era demanar a les administracions i institucions un paper més actiu a favor de l'acollida de refugiats i migrants a Europa. Pretenien que fos la protesta més multitudinària a Europa a favor de l'acollida dels refugiats i ho van aconseguir. El mateix dia de la manifestació, el manifest Casa nostra, casa vostra sumava adhesions de 70.000 persones i 900 entitats. Dies abans un centenar d'alcaldes i alcaldesses de Catalunya, van acompanyar Wagensberg i van fer una crida a assistir a la manifestació en un acte presidit per l'alcaldessa de Barcelona, Ada Colau.
El mateix dia, un article del mateix Wagensberg, publicat conjuntament per la majoria dels mitjans catalans, juntament amb el president d'Òmnium Cultural, Jordi Cuixart, i el fundador de Proactiva Open Arms, Òscar Camps, criticava que «A final de l'any 2016 l'estat espanyol només havia rebut 898 dels més de 17.000 refugiats que s'havia compromès a acollir», apel·lava a la responsabilitat col·lectiva, i animava a assistir a la manifestació perquè fos «un referent històric per nosaltres mateixos i per posar en marxa moviments similars per tot Europa».
Després de la marxa, Ruben Wagensberg i Lara Costafreda es van reunir amb el President de la Generalitat de Catalunya, Carles Puigdemont, la portaveu del govern i Consellera de la Presidència de la Generalitat de Catalunya, Neus Munté, i 6 consellers del govern com Raül Romeva, Dolors Bassa o Antoni Comín.

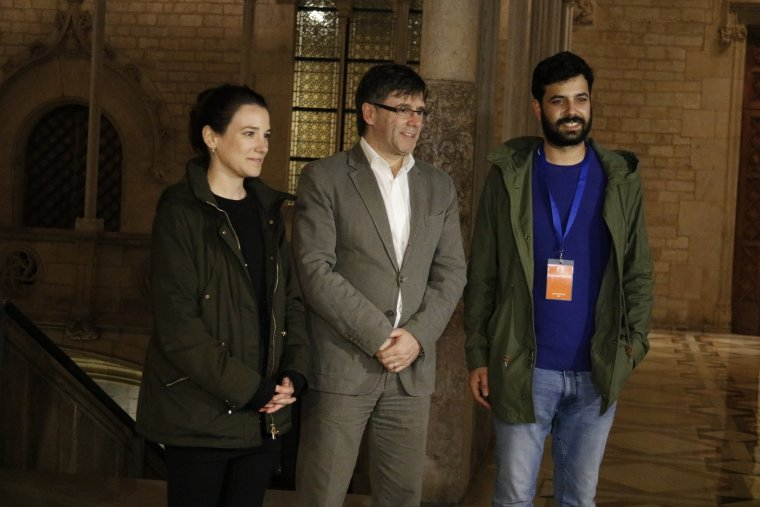
Trobada dels organitzadors de la manifestació amb el president Carles Puigdemont després de la marxa.

#### Concert Volem Acollir
Wagensberg va ser el director artístic del macroconcert que es va celebrar una setmana abans de la manifestació, al Palau Sant Jordi de Barcelona amb més de 50 artistes com Joan Manuel Serrat, Lluís Llach o Manolo García i una assistència de 15.000 persones. El concert es va realitzar amb la col·laboració de La Fura dels Baus i el Primavera Sound. Durant el concert, Jordi Évole va criticar l'actuació de les institucions catalanes i Lluís Llach li va respondre l'endemà assegurant que s'havien explorat totes les vies d'acollida.
La transmissió del concert per TV3 fou un èxit d'audiència, aconseguint 379.000 espectadors de mitjana, marcant un 17,8% de quota de pantalla. Va ser líder d'audiència en horari de màxima audiència.

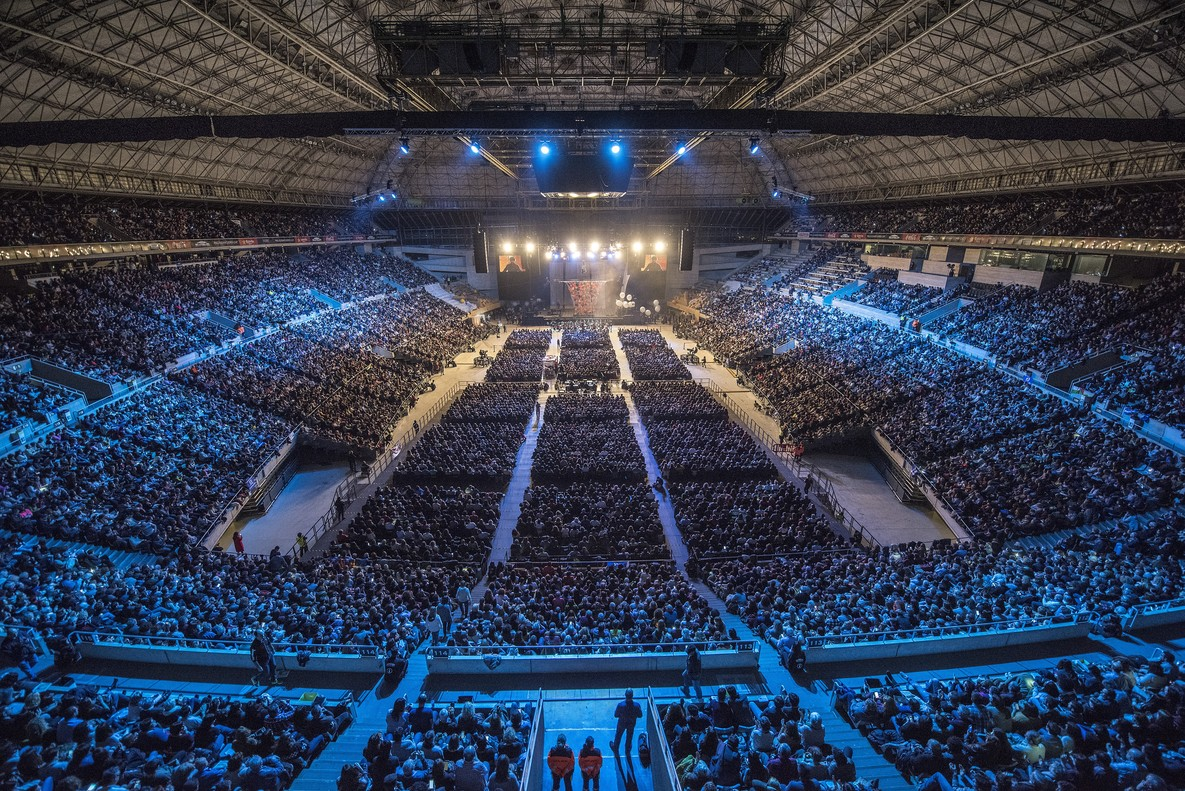
15.000 persones van assistir al macro-concert al Palau Sant Jordi.

El 15 de març de 2017 es van entregar més de 121.000 signatures del manifest de la campanya a la Presidenta del Parlament de Catalunya, Carme Forcadell i Lluís.

##### Afganistan
L’agost del 2021, amb el retorn dels talibans a l'Afganistan, es va traslladar fins a la capital, Kabul, per mediar entre diverses autoritats internacionals, l'ambaixada espanyola i el nou règim talibà per aconseguir l’evacuació de 400 persones, principalment dones i infants, però també de personalitats en risc com el portaveu d’UNICEF a l’Afganistan.

##### Ucraïna
Aquesta mateixa tasca va fer durant l’esclat de la guerra d’Ucraïna, quan Wagensberg es va instal·lar durant dos mesos entre Lviv i Kíivv per col·laborar en les tasques d’evacuació de les persones refugiades. A més a més, va presenciar amb els fiscals de crims de guerra, l’obertura de les fosses comunes a Butxa i Irpin, al nord de Kívv, la setmana que es van retirar les tropes russes.

##### Iraq i Síria
Al llarg de la seva carrera política ha tingut una forta vinculació amb Síria i Iraq, on ha ajudat a trobar vies segures de sortida per persones que han patit atacs terroristes d’Estat Islàmic. A més a més, ha impulsat diverses campanyes de cooperació al desenvolupament amb les autoritats kurdes que administren el Nord i l’Est de Síria. Tanmateix, va promoure la resolució de reconeixement de l'Administració Autònoma del Nord i l’Est de Síria al Parlament de Catalunya.

### Activitat política
Wagensberg es va presentar a les eleccions al Parlament de Catalunya de 2017 com a número nou de la llista d'Esquerra Republicana de Catalunya-Catalunya Sí a la circumscripció de Barcelona. En aquestes eleccions, celebrades el 21 de desembre, Wagensberg va resultar elegit diputat al Parlament de Catalunya.
L'abril de 2019 va impulsar l'acord per a un «debat responsable sobre immigració i contra el racisme i la xenofòbia» que van signar tots els partits amb representació parlamentària a Catalunya davant de més de 70 entitats socials.

### Acusació de terrorisme
Després de 4 anys d’investigació sota secret de sumari, coincidint amb la tramitació de la Llei d’Amnistia al Congrés dels Diputats, el febrer de 2024 el Tribunal Suprem d'Espanya va obrir causa penal per delicte de terrorisme a Carles Puigdemont i a Ruben Wagensberg pels fets que s'imputen a Tsunami Democràtic a partir d'una desena de sentències de terrorisme de carrer que consoliden la doctrina sobre aquest delicte. Aquesta acusació es va fer en contra del criteri del fiscal del Tribunal Suprem, Álvaro Redondo, i de la Tinent Fiscal del mateix tribunal, María Ángeles Sánchez Conde, que en l’informe previ i final respectivament, descartaven l’existència del delicte.
A finals de gener, Wagensberg es va traslladar a Suïssa en vistes de la persecució judicial del jutge Manuel García-Castellón de l'Audiència Nacional, qui va començar l’investigació també en contra del criteri del fiscal del cas, Miguel Ángel Carballo, per denunciar en institucions i organitzacions internacionals de drets humans l'ús polític de l’acusació de terrorisme.
Des de l’inici d’aquesta acusació contra Ruben Wagensberg i una onzena de polítics i activistes per part de l’Audiència Nacional i, posteriorment, pel Tribunal Suprem, diverses organitzacions internacionals han denunciat l’abús de l’aplicació de terrorisme per reprimir protestes pacífiques.
Ell 27 de febrer de 2024, l’European Civic Forum va publicar una carta amb el suport d’Amnistia Internacional, l'Organització Mundial contra la Tortura i 20 entitats de drets humans més que denunciaven aquesta acusació.El dia abans, el 26 de febrer de 2024, 150 entitats van presentar el manifest “Protestar no és terrorisme” que també demanava la retirada de l’acusació dels imputats pel Tsunami Democràtic. El manifest va rebre el suport de més de 200 personalitats entre les quals hi havia Carlos Bardem, Jordi Évole, Mònica Terribas, Andreu Buenafuente, Jordi Basté, Aina Clotet o Quim Monzó.
El 2024 es presenta a les eleccions al Parlament de Catalunya en 9a posició a la llista per Barcelona d'Esquerra.

## Publicacions
- Privilegi a l'altra banda del Riu, amb pròleg de Jordi Cuixart (Destino, 2019)